# Carl Georg Kruspe
Carl Georg Kruspe, auch Karl Georg Kruspe, (* 5. September 1912 in Stuttgart; † 26. April 1992 in Sulz am Neckar)  war Landrat von Horb.
Kruspe studierte Rechtswissenschaften in Tübingen und Kiel. Seit 1932 war er Mitglied der katholischen Studentenverbindung AV Guestfalia Tübingen.  1937 legte er die 1. Dienstprüfung am Oberlandesgericht Stuttgart ab und während eines Fronturlaubs 1942 die 2. Dienstprüfung. Nach der Rückkehr aus der Kriegsgefangenschaft war er zunächst ab 1946 als Mitarbeiter am Kaiser-Wilhelm-Institut für ausländisches und internationales Privatrecht tätig. Danach war er als Assessor an den Landratsämtern Reutlingen und Tettnang tätig, bevor er Erster Landesbeamter und damit stellvertretender Landrat des Landkreises Reutlingen wurde. Von 1957 bis 1966 war er Richter beim Landesarbeitsgericht Baden-Württemberg in Tübingen.
Er war von 1966 bis 1972 Landrat des Landkreises Horb und damit letzter Landrat dieses Landkreises, der mit der Kreisreform am 1. Januar 1973 aufgelöst wurde.